# 瀬田町
瀬田町（せたちょう）は、滋賀県栗太郡にあった町。現在の大津市の南東部、琵琶湖が瀬田川へと変わる地点の東側、東海道本線（琵琶湖線）瀬田駅周辺であり、瀬田各町・上田上各町、青山、松が丘にあたる。本項では町制施行以前にあった瀬田村（せたむら）についても述べる。

## 地理
- 山岳：牟礼山、鶏冠山
- 湖沼：琵琶湖、月輪池
- 河川：瀬田川（淀川）、長沢（ながそ）川、宮川、萱尾川

## 歴史
- 1889年（明治22年）4月1日 – 町村制の施行により、大江村、橋本村、神領村、南大萱村、月輪村、栗林新田[1]の区域をもって瀬田村が発足。[2]
- 1927年（昭和2年）1月1日 – 瀬田村が町制施行して瀬田町となる。
- 1955年（昭和30年）4月1日 – 上田上村と合併し、改めて瀬田町が発足。
- 1967年（昭和42年）4月1日 – 大津市に編入。同日瀬田町廃止。

## 交通

### 鉄道路線
町域を日本国有鉄道の東海道本線・東海道新幹線が通過するが、駅は所在しなかった。現在は東海道本線に瀬田駅が所在するが、開業は合併後の1969年（昭和44年）である。

### 道路
- 国道1号

現在は旧町域に名神高速道路・京滋バイパスの瀬田東ジャンクション・瀬田東インターチェンジ、名神高速道路の草津パーキングエリア（上り線）・瀬田西インターチェンジ、新名神高速道路の草津田上インターチェンジの敷地の一部が所在するが、当時は未開通。